# Trappers d'Edmonton
Les Trappers d'Edmonton (en anglais : Edmonton Trappers) sont une ancienne franchise canadienne de ligue mineure de baseball basée à Edmonton, Alberta, et qui opéra en Ligue de la côte du Pacifique (Pacific Coast League) de 1981 à 2004, remportant quatre fois le titre. 
L'équipe intègre la Ligue de la côte du Pacifique (PCL) en 1981 après que Peter Pocklington, aussi propriétaire du club de hockey des Oilers d'Edmonton, eut acheté les A's d'Ogden, un club de la PCL basé en Utah.
Le nom de Trappers rend hommage aux trappeurs canadien. Le club joue ses matchs locaux au John Ducey Park de 1981 à 1994, puis au Telus Field à partir de 1995.
Affiliée aux White Sox de Chicago de la Ligue majeure de baseball au cours de ses deux premières saisons, l'équipe d'Edmonton entretient ensuite une longue affiliation aux Angels de la Californie, dont elle est le club-école de 1983 à 1992. Les Trappers sont le premier club canadien à remporter un titre de ligue mineures en 1984 lorsqu'ils sont sacrés champions de la Ligue de la côte du Pacifique, devenant par le fait même le premier club mineur affilié aux Angels à gagner un titre mineur.
Les Trappers remportent le championnat de la PCL en 1984, 1996, 1997 et 2003. En 1984, Ron Kittle réalise une des meilleures saisons par un joueur du club en frappant 50 circuits en une année.
En 1993 et 1994, les Trappers sont le club-école des Marlins de la Floride. Ils sont ensuite affiliés aux Athletics d'Oakland de 1995 à 1998, de nouveau aux Angels en 1999 et 2000, aux Twins du Minnesota en 2001 et 2002 et, enfin, aux Expos de Montréal en 2003 et 2004. 
La disparition des Expos après la saison 2004 marque aussi la disparition des Trappers : les propriétaires, qui sont alors depuis 1999 les Eskimos d'Edmonton de la Ligue canadienne de football, vendent en 2003 la franchise pour 10,4 millions de dollars US au groupe Round Rock Baseball Inc., mené par l'ancien joueur de baseball étoile Nolan Ryan et son fils Reid. Ces acheteurs avaient l'intention dès le départ de déménager le club à Round Rock au Texas, ce qu'ils font après la saison 2004. Les Trappers deviennent l'Express de Round Rock, un club Triple-A de la Ligue de la côte du Pacifique, et remplacent à Round Rock un autre club appelé l'Express, qui évoluait dans la Ligue du Texas au niveau Double-A et déménage vers Corpus Christi, toujours au Texas, pour devenir les Hooks (en).

## Palmarès
- Champions de la Pacific Coast League (AAA) : 1984, 1996, 1997, 2003